# Игуаньдао
Игуаньдао (кит. трад. 一貫道, упр. 一贯道, пиньинь Yīguàn Dào, Путь Всепроницающего Единства) — самая крупная и влиятельная из современных китайских синкретических религиозных организаций. «Священное предание» Игуаньдао относит истоки учения Игуаньдао ко временам Паньгу — героя китайских мифов, отделившего Небо от Земли. Реально становление собственно традиции Игуаньдао началось, видимо, в конце XIX в., а современный её облик сложился в 1930-е годы под влиянием деятельности 18-го патриарха этой религии Чжан Тяньжаня. Игуаньдао исповедует принцип «соединения пяти учений» (конфуцианства, буддизма, даосизма, христианства и ислама). Вероучение, пантеон и практика самосовершенствования первых трех «учений» оказали значительное воздействие на соответствующие стороны религиозной жизни Игуаньдао, соединясь с основными элементами традиции собственно синкретических религий (культ Ушэн Лаому, представления о «последних бедствиях третьей эры» и приходе в мир Майтреи и т. д.).

## История
В конце 1930-х — начале 1940-х годов Игуаньдао было, по-видимому, крупнейшей синкретической религией материкового Китая. Как сказал Мао Цзэдун: «Игуаньдао — это тоже партия».
Последователи Игуаньдао стали прибывать на Тайвань в начале 1946 г. Однако через некоторое время Игуаньдао столкнулась с противодействием властей. В 1951 г. на основании ст. 11 Закона о чрезвычайном положении и ст. 2 Правил по запрету вредных народных обычаев Игуаньдао было объявлено «еретическим учением» и запрещено. 19 апреля 1958 г. последовало вторичное решение МВД о запрете Игуаньдао.
До 1963 г., однако, политика властей носила умеренный характер, направленных против Игуаньдао выступлений в прессе также было немного. На протяжении более десяти лет за приверженцами Игуаньдао велось наблюдение, иногда власти арестовывали некоторых из них, однако затем обнаруживали отсутствие состава преступления в их действиях.
В мае 1963 г. представитель Главного Командования Тайваньской Гарнизонной Службы (одно из подразделений которой выполняло функции политической полиции) выступил с заявлением о том, что Игуаньдао, несмотря на запрет, по-прежнему занимается незаконной деятельностью, публикует рекламные заявления в газетах, пропагандирует еретическое учение. Он же заявил о необходимости ужесточить запретительные меры в отношении Игуаньдао.
Власти начали активную репрессивную кампанию. В этих условиях наиболее видные лидеры Игуаньдао 10 июня 1963 г. были вынуждены провести собрание представителей подчинённых им ветвей и заявить об их самороспуске.
Реально деятельность Игуаньдао была приостановлена на полгода, а затем возобновилась. Возобновились и преследования последователей этой религии. В тайваньской прессе периодически публиковались материалы, направленные против Игуаньдао.
Между тем, период с 1963 г. по начало 1980-х годов был не только годами гонений, но и временем огромных изменений (своего рода «тихой революции») в Игуаньдао. В это время общины Игуаньдао эволюционировали к таким формам деятельности и внутреннему состоянию религиозной жизни, которые дали этой религии возможность «вписаться» в современное тайваньское общество.
Учитывая сложившееся в обществе настороженное отношение к проводимым Игуаньдао закрытым собраниям в частных домах, лидеры Игуаньдао стали уделять значительное внимание созданию больших храмов, где начала осуществляться открытая религиозная деятельность. Строительство этих храмов особенно усилилось после 1976 г., что было связано с повышением к этому времени финансовых возможностей тайваньцев и с произошедшим в предшествующие годы увеличением числа верующих. Всего таких храмов было создано свыше пятидесяти.
Значительные изменения произошли тогда и в социальном составе последователей этой религии. С конца 1960-х до начала 1970-х годов в ряды Игуаньдао начался приток студенческой молодежи.
Наиболее интенсивным периодом распространения учения в университетах, институтах и колледжах был период с 1973 по осень 1980 гг. Распространение Игуаньдао в студенческой среде имело целый ряд последствий. Резко вырос средний образовательный уровень приверженцев данной религии. Многие из вступивших в Игуаньдао в дальнейшем стали проповедниками. В тот же период изменился и социальный состав последователей Игуаньдао. Среди них появилась значительная доля лиц, принадлежащих к средним слоям общества.
После событий 1963 г. крупные течения Игуаньдао постепенно отказались от практики проведения медиумных сеансов.
Преследования Игуаньдао продолжались до начала 1980-х годов. Продолжая проводить репрессивные акции в отношении общин Игуаньдао, власти, однако, постепенно пришли к пониманию необходимости легализации этой религии. К этому времени усилилось и влияние данной религии в обществе. К концу 1980-х годов в Игуаньдао уже входило несколько членов тайваньского парламента.
К 1987 г. позиция руководства страны по данному вопросу окончательно сформировалась, и властями было принято решение об отмене запрета.
Положение дел в Игуаньдао в целом к этому времени было следующим. Несмотря на преследования и направленную против Игуаньдао пропагандистскую кампанию, численность последователей этой религии на Тайване все эти годы постоянно возрастала. По данным исследования, проведённого в 1963 г. , их насчитывалось свыше 50000 (сведения тайваньской политической полиции). На 1980 г. их численность оценивалась как составляющая от 100 до 200 тыс. чел. В 1987 г., когда Игуаньдао было официально легализовано, оценки численности последователей Игуаньдао колебались от 800 тыс. до 1 млн.
В дальнейшем число последователей Игуаньдао продолжало расти. На первую половину 1990-х годов количество жителей Тайваня, прошедших обряд посвящения в общинах Игуаньдао, составляло до 4-5 млн чел. (то есть приблизительно 1/4 взрослого населения страны). Постоянно посещали храмы и участвовали в религиозной жизни порядка 500 тыс. чел. (устное сообщение д-ра Сун Гуанъюя, 1994 г.). Численность же тех, кто считался членами общин Игуаньдао и участвовал в религиозной жизни время от времени, составляла, по некоторым оценкам, до 1,5 млн человек.